# Isoxys
Isoxys è un genere di artropodi estinti, vissuti fra il Cambriano inferiore e il Cambriano medio (525 - 505 milioni di anni fa). I suoi resti sono stati ritrovati in varie parti del mondo: Nordamerica, Cina sudoccidentale, Spagna, Siberia e Australia meridionale. 

## Descrizione
Questo artropode primitivo possedeva un corpo allungato e segmentato, completamente ricoperto da un lungo carapace, che in alcuni casi poteva superare i dieci centimetri di lunghezza; erano presenti due occhi sorretti da peduncoli e una quindicina di paia di appendici biramate (con un ramo corto e segmentato e un altro simile a una pinna dotata di setole). Sporgenti dalla parte anteriore del carapace vi erano due appendici dotate di spine, di grandi dimensioni e articolate, dalla funzione chiaramente predatoria. Il carapace è la parte meglio conosciuta di questo animale: esso era costituito da due valve ampie e dure, dal margine superiore piatto. Alle due estremità anteriore e posteriore il carapace si allungava in una robusta spina protettiva.

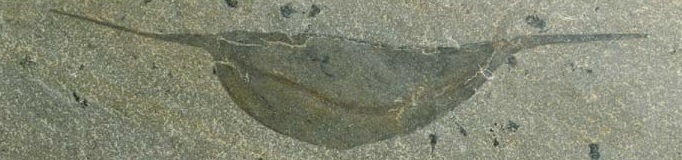
Carapace di Isoxys longissimus

## Classificazione
Isoxys è considerato uno degli artropodi più primitivi, privo di caratteri derivati degni di nota. Analogie sono state proposte con la famiglia dei bradoriidi (Bradoriidae), ma le somiglianze sono solo superficiali. Recenti ritrovamenti di artropodi simili (Zhenghecaris) hanno suggerito l'ipotesi che queste forme potessero essere i più antichi esemplari di tilacocefali, un enigmatico gruppo di artropodi vissuti tra il Siluriano e il Cretaceo. Vi sono numerose specie di Isoxys, tra cui I. communis, di grandi dimensioni, e I. longissimus, dotata di lunghe spine alle estremità del carapace, rinvenuto nel ben noto giacimento di Burgess Shales (Canada), come anche I. acutangulus. Il giacimento di Chengjiang (Cina) è particolarmente ricco di fossili di Isoxys: tra le specie più rappresentative, da ricordare I. auritus (dal carapace finemente reticolato), I. paradoxus (dalla spina posteriore allungatissima) e I. curvirostratus (dalla spina anteriore incurvata verso l'alto).

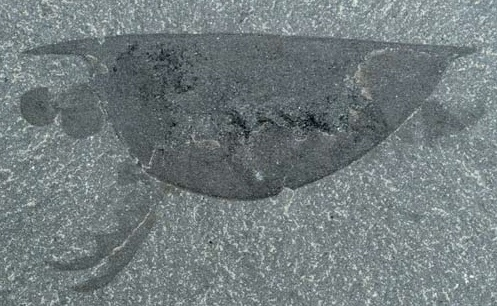
Fossile di Isoxys acutangulus

## Stile di vita
Probabilmente Isoxys era un attivo nuotatore, che forse nuotava nella colonna d'acqua predando altri animali più piccoli. Sembra che questo animale fosse ristretto a un habitat di tipo tropicale o subtropicale, il che indicherebbe che la sua distribuzione era vincolata alla temperatura. Con le grandi appendici anteriori, Isoxys era in grado di predare piccoli animali che si muovevano all'interno della colonna d'acqua.